# Musée du Gévaudan
 (novembre 2022).
Si vous disposez d'ouvrages ou d'articles de référence ou si vous connaissez des sites web de qualité traitant du thème abordé ici, merci de compléter l'article en donnant les références utiles à sa vérifiabilité et en les liant à la section « Notes et références ».
Le musée du Gévaudan est un musée d'histoire, d'archéologie et d'art situé à Mende, en Lozère. Il est labellisé Musée de France.

## Origines
En France, les musées de province trouvent leur origine sous le Consulat grâce au travail du ministre de l'Intérieur Jean-Antoine Chaptal, natif de Nogaret en Gévaudan, un village proche de Mende. La publication de l'arrêté qui porte son nom, le 31 août 1801, va permettre l'émergence de musées et de sociétés savantes dans de nombreuses villes du pays dans le double but de conserver les collections archéologiques, historiques et artistiques des territoires et de diffuser les connaissances à leur sujet.
C'est dans ce contexte qu'est créé en 1819 la « Société des lettres, sciences et arts de la Lozère », dont la première mission fut, depuis 1827, la publication (ininterrompue à ce jour) ds revues, de brochures, de livres qui traitent essentiellement de thèmes relatifs à la Lozère.
En 1836, la Société ouvrit le premier musée de la ville de Mende dans l'ancienne Maison consulaire à partir des pièces issues des fouilles menées sur les sites gallo-romains du département (Javols, Lanuéjols, ...). Les collections vont par la suite s'étoffer et changer de lieu d'exposition ou de conservation au fil du temps, jusqu'à l'ouverture en 1976 du Musée Ignon-Fabre. Si ce dernier ferme en 1995 faute de moyens, un projet de réhabilitation des lieux et des collections a finalement conduit à sa renaissance et sa réouverture en 2022 sous une forme nouvelle au même emplacement : le Musée du Gévaudan.

## Historique du lieu
Le Musée du Gévaudan est installé dans l'hôtel de Ressouches, un hôtel particulier du XVIIe siècle. La porte sur cour et l'escalier intérieur du bâtiment sont inscrits au titre des monuments historiques par arrêté du 19 août 1946.

Patrimoine classé monument historique au sein du musée
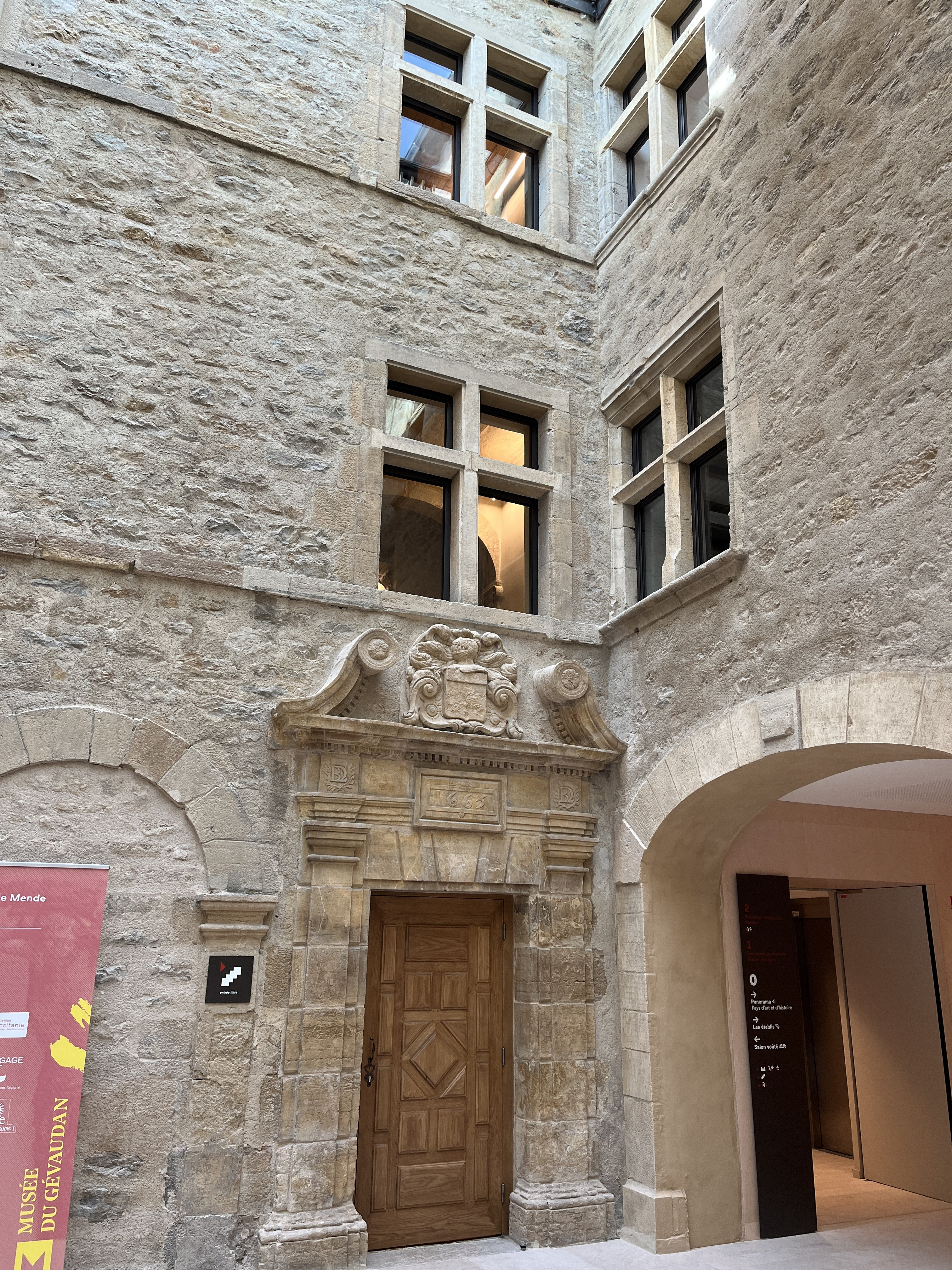
Porte sur cour
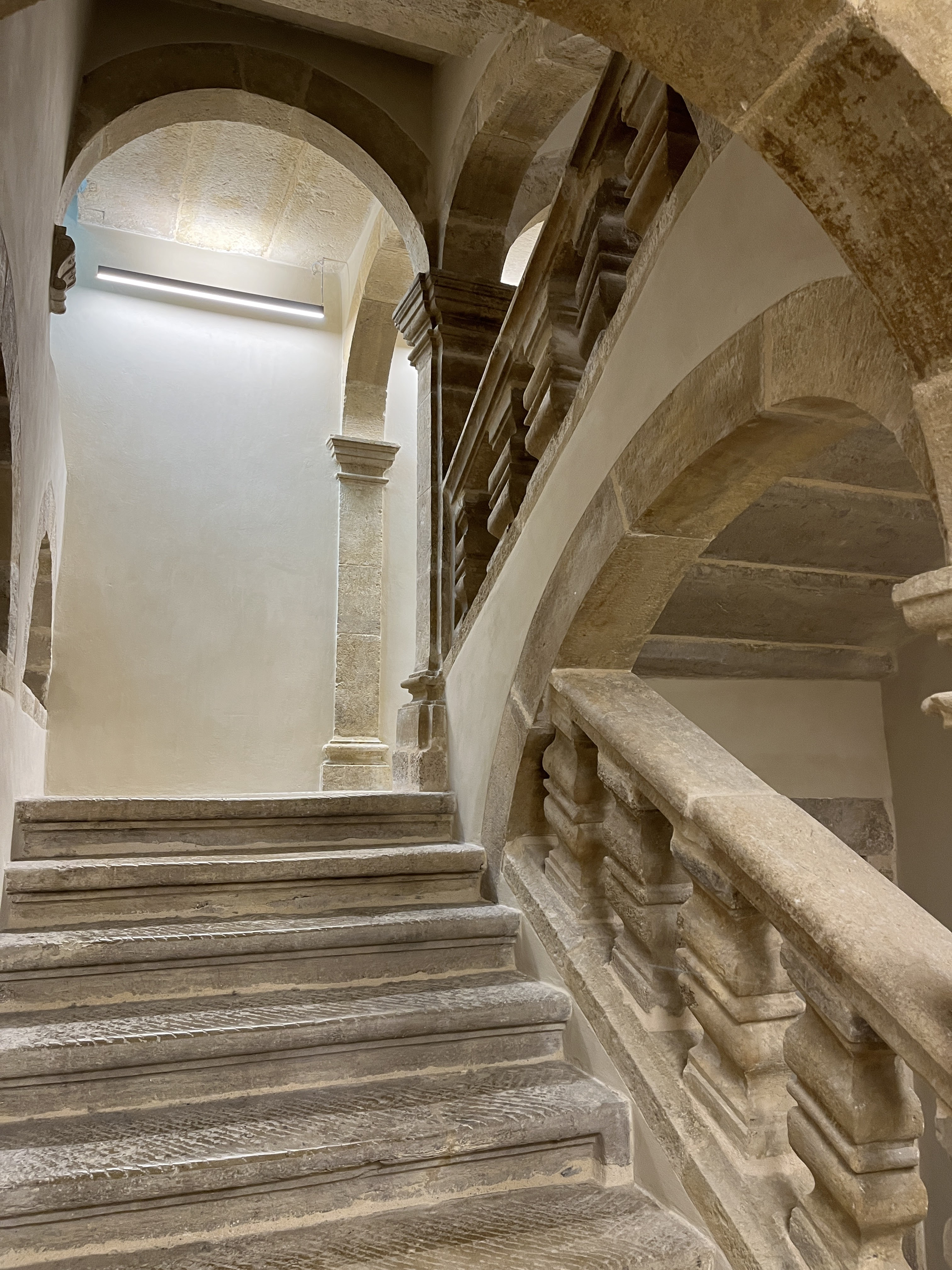
Escalier intérieur

### Hôtel particulier
Les premières traces de l'hôtel particulier remontent au XIVe siècle. Rattaché au Chapitre de Mende en 1337, il appartient alors à la famille Bompard dont est issu Virgile Bompard, futur évêque de la ville de 1372 à 1375. La maison aurait abrité à l'époque une épine de la Sainte Couronne offerte à la ville parmi d'autres cadeaux par le pape Urbain V, natif du département, en vue de la constitution d'un trésor pour la cathédrale alors en cours de construction. Cette relique donnera son nom à la rue sur laquelle se trouve le bâtiment.
Au fil des siècles, la demeure passe par de nombreux acquéreurs : l'histoire signale successivement l'appartenance aux familles d'Aleri, de Retz, de Bressoles, à Messire J. de Brugeron (seigneur du Bouchet), puis à Antoine Buisson (seigneur de Ressouches) en 1639. C'est lors de sa possession par cette famille Buisson que l'hôtel acquiert son nom de Ressouches, d'après une autre demeure de la famille près de Chanac. C'est également de cette époque que datent la plupart des aménagements du bâtiment actuel, comme en témoigne l'inscription de l'année 1665 sur le fronton de la porte sur cour.
L'hôtel change encore de propriétaire au profit de la famille Blanquet en 1780 pour être finalement acquis par Messieurs Lamy et Rieu en 1887 qui y créent une société d'électricité.

### Usine électrique de 1887 à 1974
L'hôtel de Ressouches devient alors en 1887 une usine de production d'électricité, qui fonctionnera pour différentes compagnies jusqu'en 1974. Cette usine était une centrale thermique : le courant était fourni par une dynamo à courant continu, entrainée par une turbine à vapeur produite par une chaudière alimentée au charbon. Le 8 avril 1888 Mende devient une des premières villes de France, et le premier chef-lieu, à bénéficier de l'éclairage électrique.
La société Lamy & Rieu est dissoute en 1891. L'usine passa ensuite à la société Majorel, qui prit le nom de "Société Lumière et Energie" en 1908. Elle conserva ce nom jusqu’après la première guerre mondiale avant de devenir la "Société Lozérienne d’Energie" entre 1924 et 1946. Après la seconde guerre mondiale, lors de la nationalisation des sociétés privées, E.D.F. reprit la gestion de l'usine jusqu'à sa fermeture en 1974. Les anciennes machineries de l'usine seront englouties sous le béton de la cave et la cheminée sera détruite.

### Musée Ignon-Fabre de 1976 à 1995

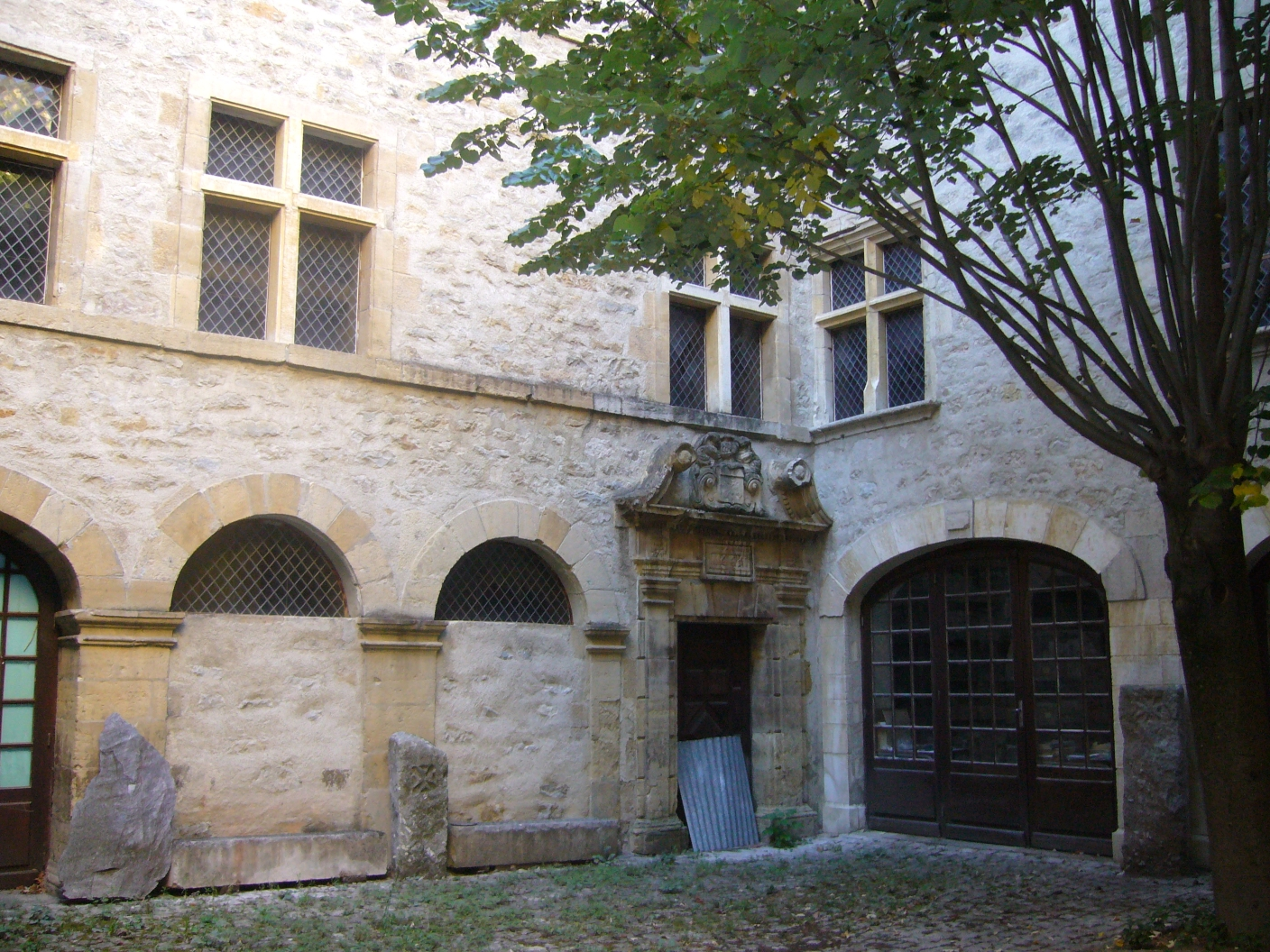
Cour intérieure avant travaux, 2019

Le bâtiment historique est agrandi de sa parcelle voisine en 1977, ce qui permettra de fermer la cour. L'édifice, alors propriété du département, accueille de 1976 à 1995 le musée départemental de la Lozère sous la dénomination de Musée Ignon-Fabre, du nom de Joseph-Marie Ignon, érudit mendois, et de Georges Fabre.
Il conserve plusieurs types d'objets, notamment les résultats des différentes fouilles sur les sites gallo-romains du département, issues notamment des collections de la Société des lettres, sciences et arts de la Lozère.
Le musée ferme ses portes en 1995. En 2003, le Département de la Lozère entreprend une opération de sauvegarde des collections avec l'obtention du label Musée de France et le déménagement dans des réserves provisoires, au château de Saint-Alban.

### Musée du Gévaudan
En 2013, la Société des Lettres confie la gestion des collections à la Ville de Mende qui construit des réserves de conservation. Des études et un projet de réhabilitation architecturale  autour de l'hôtel de Ressouches sont menés pour le musée par la Ville de Mende avec le soutien du département de la Lozère, de la région Occitanie, de l'État et de l'Union européenne.
Le Musée du Gévaudan ouvre finalement ses portes le 18 octobre 2022. Avant cette date, Mende était alors le dernier chef-lieu de département de France sans musée.